# Escalier de service (film, 1921)
Pour les articles homonymes, voir Escalier de service.
Pour plus de détails, voir Fiche technique et Distribution.
Escalier de service (Hintertreppe) est un film muet allemand réalisé par Paul Leni et Leopold Jessner, sorti en 1921.

## Synopsis
Bertha est une bonne à tout faire chez des bourgeois. Le soir, elle rejoint son amant dans un coin obscur de la cour. Le facteur, qui habite dans un sous-sol d'un immeuble voisin, regarde par le soupirail les deux amants s'embrassant. Le facteur apporte régulièrement le courrier et Bertha est étonnée de ne pas recevoir de courrier de son amant. Les jours passent et Bertha reçoit enfin une lettre de son amant. Bertha est heureuse et offre à boire au facteur. Bertha se rend chez le facteur qui a déposé derrière la porte une lettre dans laquelle, semble-t-il, il l'invite. Il a l'air accablé et elle accepte de le rejoindre pour dîner. 
Il est gai, plaisante et ils rient. Tout à coup une silhouette passe et repasse devant le soupirail. Elle sort. C'est son amant. Il lui a bien adressé des lettres envoyées de l'hôpital, mais elles ont été subtilisées par le facteur. En compagnie de son amant, Bertha entre chez le facteur pour avoir des explications. Elle sort laissant son amant seul. Affolée, elle frappe à la porte de plus en plus fort, réveillant le quartier. On force la porte. À l'intérieur, le facteur, hébété, tient à la main une hache. Il vient de tuer l'amant. Bertha se retire, veut gravir l'escalier de service mais, debout sur le palier supérieur, ses patrons la chassent. 
Ils jettent avec dédain ses affaires hâtivement réunies dans un drap noué par les quatre coins.

## Fiche technique
- Titre original : Hintertreppe
- Année de sortie : 1921
- Réalisation : Paul Leni et Leopold Jessner
- Scénario : Carl Mayer
- Directeur d'acteurs : Leopold Jessner
- Décors : Paul Leni
- Musique : Hans Landsberger
- Photographie : Willy Hameister et Karl Hasselmann
- Production : Hanns Lippmann et Henny Porten
- Société de production : Gloria-Film GmbH et Henny Porten Filmproduktion
- Film muet
- Langue : Allemand
- Genre :  Drame
- Durée : 40 minutes

## Distribution
- Henny Porten : Bertha, la bonne
- Wilhelm Dieterle : l'amant
- Fritz Kortner : le facteur

## Autour du film
L'action se situe dans deux bâtiments qui se font face. Entre les deux se trouve un espace cerné de hautes maisons grises, lieu de passage et de commérage. Les patrons de Bertha sont des bourgeois cossus et on devine qu'ils mènent grande vie grâce à certains détails : soirée mondaine, couples enlacés, guirlandes, chaises renversées. Ils n'apparaissent pas dans le film sauf dans la scène finale.
La réalisation est généralement attribuée, à parts égales, à Paul Leni et Leopold Jessner mais les critiques penchent pour la réalisation par Leopold Jessner, les décors étant de Paul Leni.
Ce film est considéré comme un tournant majeur qui a ouvert la voie à l'expressionnisme allemand.